# Ingelger I de Anjou
Ingelger I de Anjou (Anjou, 845- Tours, 888) fue un noble francés conocido por una carta de 929 que lo menciona como padre de Fulco I de Anjou, primer conde de Anjou. Los documentos contemporáneos no revelan nada más, y las informaciones de las que se dispone sobre este vizconde vienen de la Gesta Consulum Andegavorum, una historia de los condes de Anjou que data del siglo XII, es decir tres siglos más tarde. Este texto «La Crónica de las hazañas de los Condes de Anjeo», ha sido escrito del 1100 al 1140 por un monje angevin, a petición de Fúlicas Réchin.
Es hijo de Tertullus y de Petronila, que era hija de Hugo, que a su vez era un hijo del Emperador del Sacro Imperio Carlomagno y su concubina Regina. Hugo el Abad le habría confiado dominios alrededor de Orléans. Luego, el rey Luis II el Tartamudo le habría encargado de la defensa de Tours haciéndole prefecto militar de esta ciudad, y luego le dio una parte de Anjeo.
Se habría casado con Aelendis, de este matrimonio nació Fulco I el Rojo (¿?-942), primer conde de Anjou.
Su hijo es testigo simple en un acto de 886 y cualificado de vizconde en otro acto de 898. Se supone pues que Ingelger murió entre estas dos fechas. Sus descendientes fueron nombrados como la Casa de Ingelger.